# Sanopus reticulatus
Sanopus reticulatus là một loài cá thuộc họ Batrachoididae. Nó là loài đặc hữu của Belize.